# Puffin à lunettes
Procellaria conspicillata
Espèce
Statut de conservation UICN

 VU D2 : Vulnérable
Répartition géographique
Le Puffin à lunettes (Procellaria conspicillata) est une espèce d'oiseaux de la famille des Procellariidae. Elle était et est encore parfois considérée comme une sous-espèce du Puffin à menton blanc (P. aequinoctialis).

## Répartition
Cet oiseau ne niche que sur l'île Inaccessible (Tristan da Cunha).